# Söderslätts Countryfestival
Söderslätts Countryfestival är en musikfestival som hade premiär 2012 och genomförs i Anderslöv i Skåne i Sverige med syfte att stärka landsbygden. Fokus ligger på countrymusiken och dess nära besläktade genrer som: bluegrass, rockabilly, blues, singer/song-writers, folk och americana. Festivalen är en musik- och aktivitetsfestival i den lantliga andan. Exempel på aktiviteter är: Western Riding Show, barnområde, marknad, gräsklipparrace, utställare, etc. och hålls på Sydslättens Ridanläggning i Anderslöv, stora delar av festivalen är inomhus.

## Historik
Söderslätts Countryfestival är en ideell förening som finansieras genom den Europeiska Jordbruksfonden. Fonden avsätter medel som förvaltas av Jordbruksverket som i sin tur delar ut projektstöd genom en metod som kallas LEADER. Leader är en fransk förkortning som står för Liaison Entre Actions de Développement de l'Economie Rurale — samverkande åtgärder för att stärka landsbygdens ekonomiska utveckling.
Leader stöttar brinnande engagemang för den lokala bygden, och genom att särskilt ta vara på de ideella krafterna underlättar leadermetoden för människor att bo och verka tillsammans.

## Banden

### Band 2016
- Joddla Med Siv
- The Refreshments
- Calaisa
- Torsson
- Pedalens Pågar
- Jannike Stenlund & Chris L
- Ulf "Masken" Andersson & His Country Boys
- Simon Andersson
- Jo & Lazy Fellow
- David Ritschard & Krokodiltårarna
- John Bull Gang
- A Few Honest Men
- Hometown Marie
- DNA & The Cellarboys
- Karavan
- Fifth Floor
- JP Trio
- KANADA
- Slackerville Zoo
- Buckersfield

### Band 2015
- Robert Wells
- Lasse Stefanz
- Hep Stars
- Jay Smith
- Anna Hertzman
- Ruby Dee & The Snakehandlers (US)
- Dunderhead
- Agaton Band
- Turf Rollers (DK)
- Ulf "Masken" Andersson & The Wild Bunch
- The Northern Cowboys
- Nasco Brothers
- John Bull Gang
- Sentiment Falls
- Arvid Nielsen (DK)
- Tina Jaxén
- KANADA
- Part Of The Furniture
- Trainwreck Remedys
- Slackerville Zoo
- Rockis & Poppis

### Band 2014
- Dennis Locorriere (Dr.Hook) (US)
- Doug Seegers (US)
- The Playtones
- Daniel Lemma
- Doghouse Rose (CAN)
- Camaron Ochs (US)
- Janne "Loffe" Carlsson Med BC & The Heartkeys
- Ulf M Andersson & The Wild Bunch
- Pedalens Pågar
- Linda Lundqvist & Her Chapel
- Ellen Sundberg
- The Original Five
- Swinging Hayriders
- The Country Side Of Harmonica Sam
- Jon Strider Band (US/S)
- Luftkapellet
- Sjöström & Gullö
- Edward & The Hayriders
- Henrik Nagy
- Fluru
- Cicci Landén
- Alabama Moonshine Co.
- Slackerville Zoo
- Part Of The Furniture
- Sideburn Comfort
- To Be Three
- Emma Svensson

### Band 2013
- Eva Eastwood
- Nikola Sarcevic
- Ulf M Andersson & The Wild Bunch
- Svenne Rubins
- Little Gerhard
- Jamie Meyer
- Danne Stråhed
- Angelina Darland & The Moonshine Brothers
- Downtown Ramblers
- Jimmy Nordin
- HONKS
- Good Harvest
- Railway Statement
- The Bandettes
- David Johnson & The Neighbourhood Choir (CAN/SWE)
- Röst (NO)
- Jimmy Ell
- Thomas Teller
- Carisma Band (NO)
- Basement Bluegrass Band (DK)
- The Hyberg Family
- New Sunny Side Ramblers
- Spiken i Kistan
- Slackerville Zoo
- Your Saviours
- Buford Pope
- Emelie Torstensson & Desperate Housband
- Buckersfield
- Foxtrot Oscar
- Jonas Almqvist

### Band 2012
- Abalone Dots
- Anna Hertzman
- Andreas Wolke
- Alligator Gumbo
- Anna-Lena Brundin & Jan Sigurd
- Bring The Mourning On
- Charlee Porter
- Hasse Andersson & Kvinnaböskeband
- Heavenly Blues
- Hold Your Horses
- J.Tex (DK)
- Mattias "Knappen" Hansson
- Mississippi Preachers
- Rocky Martin & The Flamboyant Group
- Slackerville Zoo
- Spinning Jennies
- Simon Andersson
- Tall Dark Strangers
- Tim Schmidt
- The Playtones

## Syfte och budskap
Söderslätts Countryfestival bygger på projektmetoden LEADER vilket innebär att den offentliga, privata och ideella sektorn samverkar för att bidra till en levande landsbygd. Festivalens syfte är att engagera, utveckla och visa kraften på landsbygden, genom att använda de resurser som finns, i form av bl.a. konstnärer, hantverkare, mat, kreatörer. 
Man vill skapa aktiviteter för invånarna som höjer livskvalitén och skapa starkare sociala band och förståelse människor emellan. 
Man vill ge näringslivet i kommunerna och regionen, främst lantbrukarna ett tillfälle att marknadsföra sig, visa upp närodlat och ekologiskt framställda produkter. 
Festivalen ska också verka för att marknadsföra Söderslätt som region. Inspirationen kommer från Farm Aid-konserten i USA.